# Craterul Yarrabubba
Craterul Yarrabubba se referă la o structură de impact, ramășiță erodată a unui crater de impact meteoritic anterior, situat în nordul Yilgarn Craton între orașele Sandstone și Meekatharra, centrul Australiei de Vest.

## Date generale
Craterul în versiunea originală a fost complet erodat și nu este ușor vizibil pe imaginile aeriene sau prin satelit, dovezile impactului vin mai degrabă din prezența cuarțului șocat și a conurilor sparte în aflorimentele de granit aflat aproape de centrul craterului original, și de la date geofizice. Diametrul craterului original este incert, dar a fost estimat a fi în intervalul 30–70 km. Vârsta evenimentului de impact este de asemenea incertă, dar aceasta trebuie să fie mai tânără decât granitul care a fost șocat, granitul a fost datat la aproximativ 2650 Ma (milioane ani), sfârșitul perioadei Archaean. Venele de pseudotachylite (roci topite de frecare) din granit au dat o dată de 1134 ± 26 Ma prin folosirea metodei de datare cu argon-argon, și, deși această vârstă nu este pe deplin clară, ea este în prezent considerată de unii cea mai bună estimare a vârstei sale. Earth Impact Database preferă o estimare intermediară de aproximativ 2000 Ma.